# Cúter (embarcación)

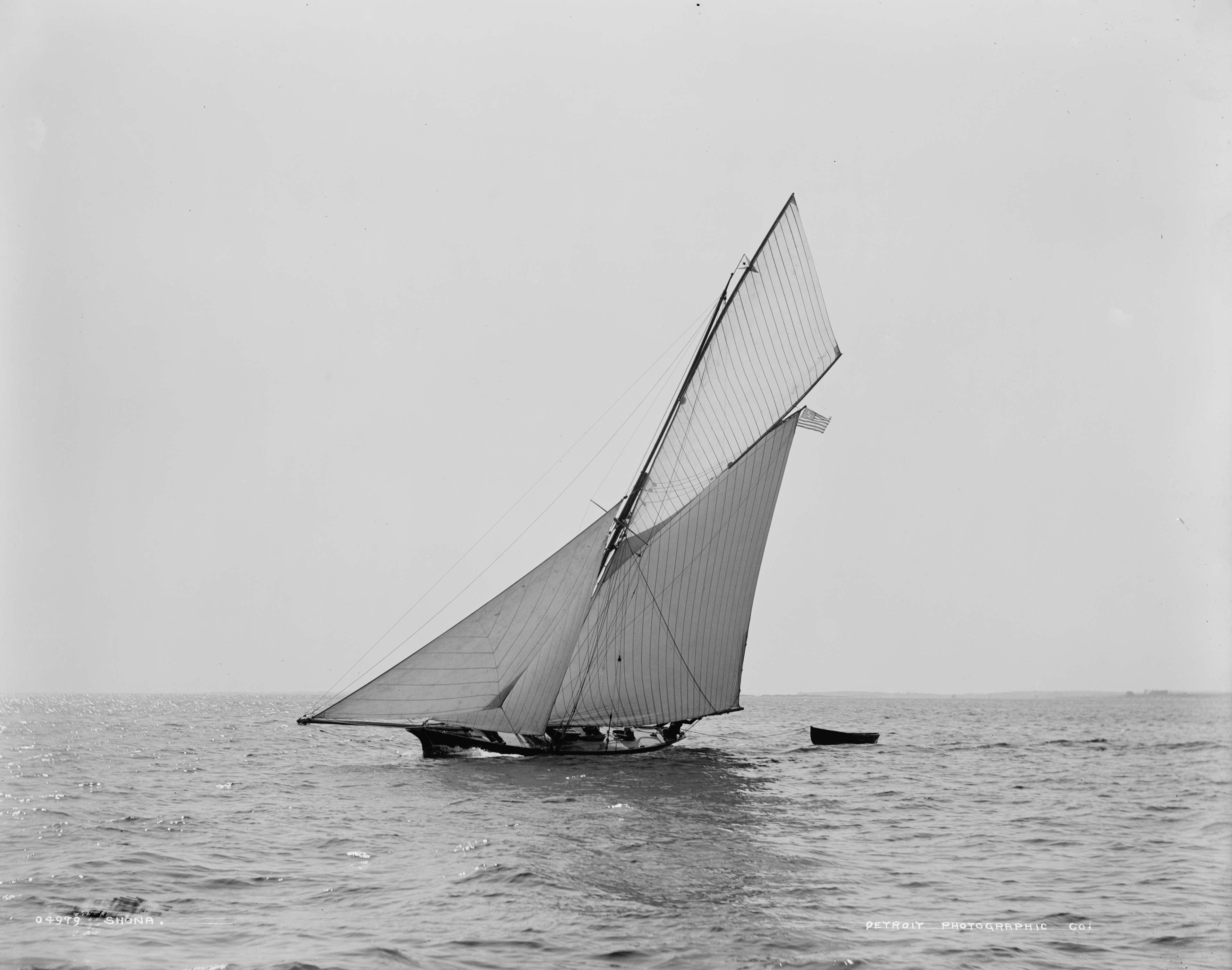
El Cúter Shona diseñado por George Lennox Watson.

En náutica, el cúter es una embarcación de vela que tiene bauprés, un mástil colocado más a popa que en el sloop, dos o más foques y un velamen que puede ser de:
1. Vela bermudiana;
2. Vela cangreja y escandalosa;
3. Vela cangreja con una cuadra; o
4. Vela cangreja con dos cuadras

Su característica principal es la velocidad y son más comúnmente yates privados. (fr. cotre; ing. cutter; it. cutter).
Por su velocidad, el término puede también ser utilizado para algunos botes de remos o de motor, por ejemplo: la United States Coast Guard Cutter.

## Etimología
La palabra cúter viene del inglés cutter. Su nombre deriva de su rápida navegación.

## Descripción
El Cúter (como el H.M.S. Dwarf) ha sido hecho para portar todo tipo de velas: aun Alas de juanete, Juancito, Zozobre, velas de agua y bajo agua, que pueden ser portadas por cualquier embarcación de un mástil.

## Historia
Uno de los más grandes Cutter ha sido efectivamente el Viper, de 460 toneladas y 28 cañones, esta embarcación fue muy útil durante la Guerra Americana, particularmente al entrar en Gibraltar en el período crítico del sitio.

## Cúter de cubierta de los siglosXVIIIyXIX
El término cúter apareció al comienzo del siglo XVIII como descripción de un tipo de casco. Estas embarcaciones eran diseñadas para la velocidad y su nombre fue utilizado en una forma similar al "clipper" del siguiente siglo. El concepto de tipo de casco fue perpetuado por el término "cutter brig" (bergantín tipo cúter) el cual fue utilizado, sobre el período c. 1781 - 1807, para aquellos construidos con aquel aparejo. El "Cutter built" (construido como cúter) fue una descripción aplicada al casco de este tipo y diseñado para la velocidad. Generalmente, la palabra no modificada, "cúter", pronto llegó a ser asociada con  un aparejo de un solo mástil.
Las embarcaciones rápidas fueron, a menudo, utilizadas para propósitos ilegales, tales como el contrabando, o por las autoridades para prevenir estas ilegalidades. Así, los cúteres fueron utilizados para ambos. La Marina Real compró y construyó un gran número para utilizarlos para controlar el contrabando como "advice boats" (botes de aviso) (llevando pertrechos) o contra corsarios.
La característica forma de casco de cúter era amplia, algunos tenía una razón de eslora a manga de 3 a 1. Tenía varias bruscas y líneas finas. Una gran cantidad de velas se pueden colocar en estos cascos llenos de baos. El aparejo se llegó a estandarizar de la siguiente forma: un mástil, una vela principal aparejada cangrejo, velas cuadradas y varias velas frontales, junto con un gran rango de velas de temporal extra ligeras. La vela principal tenía una botavara que se extendía más allá del casco de proa. La velas cuadradas consistían de una de curso, una gavia y un juanete. En los ejemplos iniciales (antes de 1800) el pujamen de la gavia tenía una gran curva y era envergada a una verga diferente que era colocada abajo de la verga principal (la cual llevaba la vela de curso). Las velas frontales era una vela de estay, colocadas en un estay principal (el cual se sujetaba a la cabeza), un foque, puesto volante en un viajador en el bauprés y, en muchos de los casos, un petifoque (alternativamente llamado foque de gavia) también puesto volante pero en un puesto más alto en el mástil. Un cúter tiene un bauprés corredor, el cual puede ser llevado adentro cuando no se necesita, tal como en un temporal fuerte o en el puerto. El bauprés era, usualmente, de gran longitud, algunas veces más largo que el casco. El estándar de velas de buen tiempo consistía en velas bonetas con la vela principal y velas alas con las velas cuadradas. No era desconocido para los cúteres, el uso de un mástil de mesana removible para uso cuando se alcanzaba establecer una vela al tercio. Ya que la botavara de la vela principal colgaba sobre el fuste, el mástil debería ser recogido hasta el puño o "gybe". 
Las dimensiones de un cúter del siglo XVIII comprado por la Marina Real en 1763, y, rigurosamente, en medio del rango de medida del lote de 30 comprados ese mismo año (HMS Fly) son: longitud en cubierta de 47 pies con 6 pulgadas (14.48 m), manga de 20 pies con 10.25 pulgadas (6.3564 m), con medidas arriba de 78 toneladas bm. Los cúteres de contrabando alcanzaban desde 30 toneladas (capturado en 1747) a 140 toneladas. Los cúteres de ingresos se incrementaban en tamaño para equiparar las embarcaciones que trataban de capturar (Repulse, de 210 toneladas fue construido en 1778). Un factor determinante en medida fue el número de tripulación necesaria para manejar la gran vela principal cangreja con una larga botavara. Los grandes cúter comprados por la Marina Real fueron, algunas veces, convertidos a bergantines para hacerlos más fácil de utilizar, pero aun así utilizando el casco rápido. 

## Bote de barco
Casi al mismo tiempo en que aparecieron los cúteres con velas rápidas y cubierta del siglo XVIII, el término fue también aplicado a una nueva clase de botes de barco. Estos eran botes abiertos construidos con casco trincado (ing. clinker-built), optimizados para navegar a vela pero capaces de utilizar remos. Tenían líneas finas en comparación a los botes de ese tiempo (los cuales tenían proas más redondeadas) y una popa de espejo. Una característica distintiva fue que la traca de agua tenía cortes (llamados chumaceras) en los cuales los remos trabajaban, a diferencia de muchos botes del período, que usaban toletes como punto de apoyo para los remos. Esto permitía un más alto francobordo, el cual era útil si se navegaba, cuando los cortes eran sellados con madera obturadora (a menudo mal llamada "poppet") para mantener el agua afuera. La alternativa fue adoptada, si la geometría correcta para una posición eficiente de remado, fue posicionar incómodamente alta la bancada. 
Como algunos otros tipos de botes de barco utilizados por la Marina Real, el cúter parece originarse en Deal, Inglaterra. Cierta correspondencia de la Junta de Marina de 1712 se preocupa por desaprobar al capitán del HMS Rochester por comprar un cúter de cerca de 20 pies (6.1 m) de longitud como un reemplazo de su pinaza. En 1722, otro barco tenía un cúter emitido para un viaje a la India, y por 1740, sustanciales números de cúter fueron comprados a constructores de botes de Deal para equipar las embarcaciones de la Marina. La medida de estos botes varían en longitud de 15 a 20 pies (4.6 a 6.1 m). 
La compra de 1740 coincide con la decisión de incrementar el número de botes llevado por las embarcaciones de guerra. Durante la Guerra de los siete años, los cúteres fueron encontrados, particularmente, útiles para embarcaciones de crucero, siendo navegables y útiles para el abordaje. Sin embargo, eran más susceptibles de daño que los botes pesados que reemplazaron y mucho menos capaces para llevar pesos pesados, tales como anclas y barriles de agua. 
El rango de medidas disponibles se incrementó constantemente. Para 1817, los cúteres emitidos venían en 17 longitudes diferentes, de 12 a 34 pies (3.7 a 10.4 m).  Ésta gran variedad se redujo cuando las embarcaciones de guerra de la Marina Real se movieron a propulsión a vapor. Debido a que el agua para beber puede ser destilada a bordo, las embarcaciones ya no necesitaban tener los grandes botes, que ellos podían llevar, para maximizar la cantidad de agua colectada en cada viaje. Los cúteres emitidos de estándar de 1877 a 1900 venían en 11 longitudes diferentes, de 16 a 34 pies (4.9 a 10.4 m). En 1914, esto se redujo a 5 medidas de 26 a 34 pies (7.9 a 10.4 m). 
Usualmente, el aparejo de navegación de los cúteres, utilizados como botes de embarcación, era de dos mástiles. En 1761, los grandes cúter construidos en Deal tenían velas con botavara superior (ing. sprit) fija en estos mástiles, pronto, se paso a la vela de adelante en "dipping lug" y una botavara superior (ing. sprit) de mesana. Por mucho del siglo XIX, y en el siglo XX, los cúteres fueron aparejados con "dipping lug" en el trinquete y "standing lug" en la mesana. Esto los hizo similares a varios de los lugre que trabajaban en las playas y puertos de Gran Bretaña. Aquí, la ilustración del plan de velas (1880 Sail Plan) aún replica la terminología civil del lugre en tener un mástil adelante y uno de mesana, y en no utilizar el término mástil principal. Una variación de 07489724 aparejo, visto por ejemplo en 1887, era tener dos "dipping lugs". 
El número de remos varia con la medida del bote. Un programa de botes de embarcaciones de 1886 muestra cúter de 34 a 30 pies (10.4 a 9.1 m) halando 12 remos, 28 pies (8.5 m), 10 remos, 26 a 20 pies (7.9 a 6.1 m), 8 remos y las dos más pequeñas medidas de 18 y 16 pies (5.5 y 4.9 m), 6 remos. Los botes más pequeños pueden ser de bancada simple mientras los más grandes y ejemplos posteriores eran, generalmente, de bancada doble. Para transportar un gran número de hombres, en condiciones de tiempo moderado, un cúter de 34 pies podía llevar un total de 66 hombres, uno de 26 pies, 36 hombres, y uno de 20 pies, 21 hombres. 
Los botes de embarcaciones propulsadas por vapor vieron una lenta introducción en la Marina Real de 1864. Para 1877, tres tipos estaban en uso: lanchas de vapor, botes de piquete y cúter de vapor. Sin embargo, hasta el tiempo de la Primera Guerra Mundial, la mayoría de los botes en uso continuaron siendo propulsados únicamente por velas y remos. La Marina Real aún tiene algunos cúter que pueden trabajar bajo velas o remos.

## Aparejo de navegación
En la definición simple, el aparejo de navegación llamado "cúter" tiene un solo mástil con velas en aparejo proa-popa las cuales incluyen más de una vela en frente. La vela principal (colocada a popa) puede ser aparejada cangreja, Bermuda, "standing lug" o Gunter. Una  definición más compleja puede ser aplicada en aguas americanas, donde un bote con dos velas adelante puede ser llamado con una balandra, si el mástil tiene una posición más adelantada y el bauprés permanentemente aparejado. Un ejemplo de esto es la "Friendship Sloop". Un cúter tradicional, por contraste, tiene un bauprés corredizo y el foque es puesto en voladizo en un viajador que es sacado hasta el tope del bauprés. En una embarcación tal como un "Bristol Channel Pilot Cutter" un foque de tormenta puede ser instalado en un bauprés con rizos, con el bauprés parcialmente corrido desde su posición más extendida. 

## Tipos

### Navegación
El cúter es uno de varios tipos de botes a vela. Tradicionalmente, el aparejo de balandra era un aparejo con un único mástil localizado adelante del 70% de su longitud del plan de velas. En esta definición tradicional una balandra puede tener múltiples foques en un bauprés fijo. 
Los cúteres tienen un aparejo con un único mástil localizado más al centro, el cual puede variar de 50% a 70% de su longitud del plan de velas, con múltiples velas de adelante y bauprés corredizo. En mástil localizado a 50% a popa puede ser considerado aparejado a popa. 
Entre los años 1950 y 2000 hubo un cambio en estas definiciones tales que la balandra solo enarbolaba una vela de adelante y un cúter tenía múltiples velas de adelante y la posición de mástil llegó a ser irrelevante. En este modismo moderno, un cúter es una embarcación de vela con más de una vela de adelante y un mástil. Los cúteres llevan una vela de estay directamente en frente del mástil, puesto desde el estay de enfrente. Normalmente, una embarcación tradicional también podrá tener un bauprés para llevar uno o más foques de su extremo vía foques de estay en corredores (para preservar la habilidad de desplazar el bauprés). En embarcaciones modernas el foque se deberá poner desde un estay permanente fijado al extremo de un bauprés (sin rizos), o directamente al fuste encajado en la proa misma. En este caso, que puede ser referido como estay frontal, y el interior, el cual será menos permanente en términos de llevar el mástil hacia arriba, puede ser llamado estay'l estay. Una balandra lleva sólo una vela de enfrente, llamada la vela de enfrente o el foque. 
El aparejo de cúter, especialmente, una versión de aparejo de cangreja donde las velas a popa del mástil fueron divididas entre una vela principal abajo de la cangreja y una gavia arriba, fue útil para navegación con poca tripulación, ya que el área total de vela fue dividido entre velas individuales más pequeñas. Estas pueden ser manejadas sin la necesidad de grandes tripulaciones, rolletes o complejos polipastos, haciendo al cúter, especialmente, adecuado para servicios de práctico, aduanas y guardia costera. Por ejemplo, un cúter práctico puede tener solo dos personas a bordo para su viaje exterior (el práctico a ser entregado al barco y un asistente que tiene para navegar el cúter de regreso a puerto). El aparejo de navegación del cúter llega a ser tan ideal para esta tarea que las embarcaciones motorizadas modernas que ahora se comprometen en estos servicios son conocidas como "cutters". 
| Español                               | Inglés         | Velamen                           |
| ------------------------------------- | -------------- | --------------------------------- |
| Cúter bermudiano (Balandra bermudeña) | Bermuda cutter | Vela bermudiana                   |
| Cúter de cangreja                     | Gaff cutter    | Vela cangreja y vela escandalosa  |
| Balandra                              | Spanish cutter | Vela cangreja y una vela cuadra   |
| Balandra de guerra                    | Naval cutter   | Vela cangreja y dos velas cuadras |

| Embarcación | Descripción |
| ----------- | --- |
| Chinchorro  | Impulsado a remos, velas o motor, utilizado para el transporte de pasajeros o de mercancías ligeras.                 |
| Cutter      | Barco de guerra de pequeña o mediana envergadura, utilizado por servicios como la Guardia Costera de Estados Unidos. |

### Remo
Los "watermen of London" utilizan botes similares en el siglo XVIII, decorados, a menudo, como se muestra en impresiones históricas y cuadros del río Támesis en los siglos XVII y XVIII. El cúter de los "watermen" está basado en dibujos de estos botes. Son de 34 pies (10 m) de largo con una manga de 4 pies 6 pulgadas (1.37 m). Pueden tener arriba de seis remeros tanto con remos grandes o pequeños y puede llevar un timonel y pasajeros. Los organizadores de la "Great River Race" desarrollaron la versión moderna en los 1980s y ahora, varios de la flota de 24 compiten anualmente en su "Marathon of the River".
Los cúteres de los "watermen", también compiten anualmente en el "Port of London Challenge" y en el "Port Admirals' Challenge". Carreras de cúter, también son encontradas en varios regatas de remo de pueblo y navegación por "skiff". En adición, los cúteres realizan el rol de ceremonial "Livery Barges" con pabellones y banderas heráldicas volando en ocasiones especiales.
Los cúteres han sido utilizados para intentos de romper récord y tripulaciones han alcanzado tiempos récord por remar con remo pequeño el canal de la mancha (2 h 42 min) en 1996 y por remar con remo pequeño sin parar desde Londres hasta Paris (4 días 15 min) en 1999.

### Práctico
El cúter de práctico desarrollado de la necesidad de un bote rápido para tomar prácticos marítimos desde el puerto hacia embarcaciones grandes de comercio que llegan.
Así como los primeros prácticos eran pescadores locales quienes subtomaban ambos trabajos, aunque licenciados por el puerto para operar en su jurisdicción, generalmente, los prácticos eran auto-empleados y el transporte rápido significaba grandes ingresos. Ya que los botes de pesca eran botes de trabajo pesado, y llenos con equipo de pesca, necesitaban un nuevo tipo de bote, los primeros botes fueron desarrollados de un diseño de cúter pesquero de único mástil y yolas de dos mástiles, y tarde en cúter de práctico especialista.
Los peligros naturales del canal de la mancha trajeron cerca de varios años, el desarrollo del especialista "Bristol Channel Pilot Cutter". De acuerdo con récords de Pill, Somerset ahora alojados en el Museo Británico, el primer oficial práctico del canal de Bristol era maestro de barcaza George James Ray, nombrado por la Corporación de Bristol en mayo de 1947 para pilotear el Matthew de John Cabot desde el puerto de Bristol al mar abierto más allá. En 1837, el práctico George Ray guio el SS Great Western de Brunel, y en 1844, William Ray, el gran SS Great Britain en su viaje inaugural.

### Servicios de aduana
El término cúter también es utilizado por cualquier embarcación en buen estado utilizada en servicios de aplicación de la ley de la Fuerza de Fronteras del Reino Unido, la Guardia Costera de los Estados Unidos (por su descendencia de la "Revenue Cutter Service") o de los servicios de aduana de otros países.
En los Estados Unidos, la temprana "Revenue Cutter Service" operaba cúter aduaneros que fueron, comúnmente, goletas o bergantines. En Gran Bretaña, usualmente, ellos fueron aparejados como se define bajo Navegación (arriba). La Junta de Aduanas Británicas también utilizó otras embarcaciones como "hulks", los cuales fondeaban en lugares tales como riachuelos con marea. Oficiales de aduana trabajaban desde los "hulks" en pequeños botes.
En el RU, la Fuerza de Fronteras (sucesor de la "UK Border Agency" y  la "HM Customs and Excise") actualmente, operan una flota de 42 embarcaciones en tipo corbeta a través de las aguas territoriales del RU como cúter de frontera, inspeccionando embarcaciones por cargas ilícitas.

### En la Armada de Chile
Embarcación ancha del centro a proa y estrecha hacia popa, calando bastante más aquí que a proa. Arbola un solo palo y bauprés, aparejado de balandra, o sea, vela mayor cangreja, escandalosa, trinquete y dos foques.